# Къри (ястие)
Вижте пояснителната страница за други значения на Къри.
За подправката със същото име вижте Къри.
Къри (от тамилски: கறி – „сос“) е общо наименование в Европейската култура на голямо разнообразие южно- и югоизточноазиатски ястия с пикантен сос и в повечето случаи включващи подправката къри. Думата къри е англицизъм на тамилската дума кари (கறி), която означава по-скоро нещо като „сос“, отколкото „подправка“. В повече югоизточни ястия кърито се смята за допълнително блюдо, като ориза или хляба, което се консумира заедно с основното ястие.